# Jatropha schweinfurthii
Jatropha schweinfurthii är en törelväxtart som beskrevs av Ferdinand Albin Pax. Jatropha schweinfurthii ingår i släktet Jatropha och familjen törelväxter.

## Underarter
Arten delas in i följande underarter:
- J. s. atrichocarpa
- J. s. schweinfurthii
- J. s. zambica